# JWC
Об'єднаний воєнний центр (англ. Joint Warfare Center (JWC)) — заклад НАТО, розташований у норвезькому місті Ставангер, одною з функцій якого є узагальнення досвіду навчань.
JWC розпочав діяльність у жовтні 2003 р., повних операційних спроможностей набув у червні 2006 р. Функціонує під орудою Командування ОЗС НАТО з питань трансформації (ACT).